# Лавансельга
Лавансельга (Лаван-сельга, Лаван-Шельга) — озеро на территории Ребольского сельского поселения Муезерского района Республики Карелия.

## Общие сведения
Площадь озера — 3,5 км², площадь водосборного бассейна — 512 км². Располагается на высоте 174,8 метров над уровнем моря.
Форма озера лопастная, продолговатая: вытянуто с запада на восток. Берега изрезанные, каменисто-песчаные.
Через озеро протекает река Колвас, вытекающая из озера Колвас, протекающая озёра Ченус, Руогосельга (с притоком, вытекающим из озера Талвизъярви), Талвизлакши, имеющая приток из озера Струналампи и впадающая в Лексозеро, откуда через реки Сулу и Лендерку воды в итоге попадают в Балтийское море.
В озере расположены шесть безымянных островов различной площади.
У северо-восточного берега озера располагается село Реболы, по которому проходит дорога местного значения 86К-176 («Тикша — Реболы»).
Код объекта в государственном водном реестре — 01050000111102000010403.